# Wushu (Rollenspiel)
Wushu ist ein universelles Pen-&-Paper-Rollenspiel. Es wird als „cineastisches Rollenspiel“ bezeichnet, da weniger auf Realismus als auf spektakuläre Szenen Wert gelegt wird.
Wushu wurde von Dan Bayn geschrieben und online veröffentlicht. Grundregeln sind unter einer Creative-Commons-Lizenz frei erhältlich, umfangreichere Ausarbeitungen sind jedoch kostenpflichtig. Dazu gehören Anpassungen des Systems an verschiedene Hintergründe: „Wire-Fu“ orientiert sich an asiatischen Actionfilmen, „Pulp-Fu“ an Noir- und Pulp-Werken.
Das Regelwerk von Wushu soll besonders ausgefallene Stunts belohnen, anstatt sie zu erschweren. Es ist zudem sehr einfach ausgelegt. Es gibt lediglich Sonderregeln für Charaktererschaffung und Kampf, ansonsten läuft alles nach denselben Mechanismen, da die Regeln nur Hilfsmittel für eine actionreiche durch das Spiel erzählte Geschichte sind.
Das Grundprinzip des Spiels ist also das Geschichtenerzählen, das Beschreiben von Handlungen durch die Spieler selbst. Nicht, wie bei anderen Systemen, „ich versuche das zu machen“, sondern „ich mache das“. Nur die Endergebnisse von Auseinandersetzungen werden noch durch Würfel bestimmt. Der grundlegende Regelmechanismus von Wushu ist dabei ein Poolsystem mit mehreren sechsseitigen Würfeln (W6). Je nach Gegner oder durchgeführter Aktion und den Eigenschaften des eigenen Charakters muss der Spieler mit diesen Würfeln einen bestimmten Grenzwert unterschreiten. Die Besonderheit des „cineastischen“ Prinzips ist dabei, dass der Spieler umso mehr Würfel benutzen darf und also umso höhere Chancen hat, je ausführlicher er die durchzuführende Aktion beschreibt.